# Juan Vicente Lezcano
Juan Vicente Lezcano López (Asunción, 1937. április 5. – Asunción, 2012. február 6.) paraguayi labdarúgóhátvéd.
A paraguayi válogatott tagjaként részt vett az 1958-as labdarúgó-világbajnokságon.